# Autobiographie eines Yogi

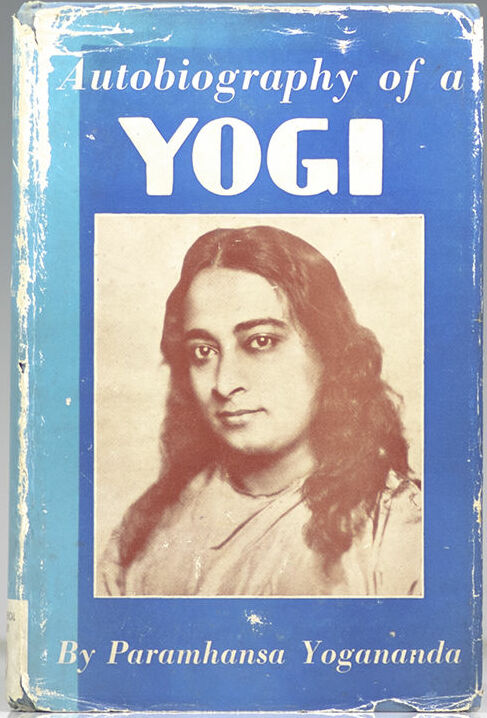
Cover eng. Erstausgabe 1946

Autobiographie eines Yogi ist eine 1946 erschienene Autobiographie von Paramahansa Yogananda. Sie zählt weltweit zu den Klassikern der esoterischen und spirituellen Literatur. Sie ist seit siebzig Jahren im Druck und in 52 Sprachen (Stand Jan. 2019) von seiner Organisation Self-Realization Fellowship übersetzt worden.

## Inhalt
Die Autobiographie eines Yogi führt den Leser durch das Leben von Paramahansa Yogananda und seine Begegnungen mit geistigen Personen des Ostens und Westens. Unter anderen berichtet er Begegnungen mit dem Wissenschaftler Chandra Bose, dem indischen Dichter Rabindranath Tagore, dem Pflanzenzüchter Luther Burbank, dem spirituellen Meister Ramana Maharshi und mit Anandamayi Ma sowie mit Mahatma Gandhi im Ashram in Wardha, Indien. In der Autobiographie beschreibt Yogananda auch den Besuch am 16. Juli 1935 bei der deutschen katholischen Mystikerin Therese Neumann von Konnersreuth, die von Lichtnahrung gelebt haben und stigmatisiert gewesen sein soll.

## Rezeption
Das Buch 50 Klassiker der Spiritualität bezeichnet die Autobiographie „zu Recht als eines der unterhaltsamsten und lehrreichsten spirituellen Bücher“. Bei der Trauerfeier für Steve Jobs bekamen alle Gäste die Autobiographie eines Yogi geschenkt.

## Ausgaben

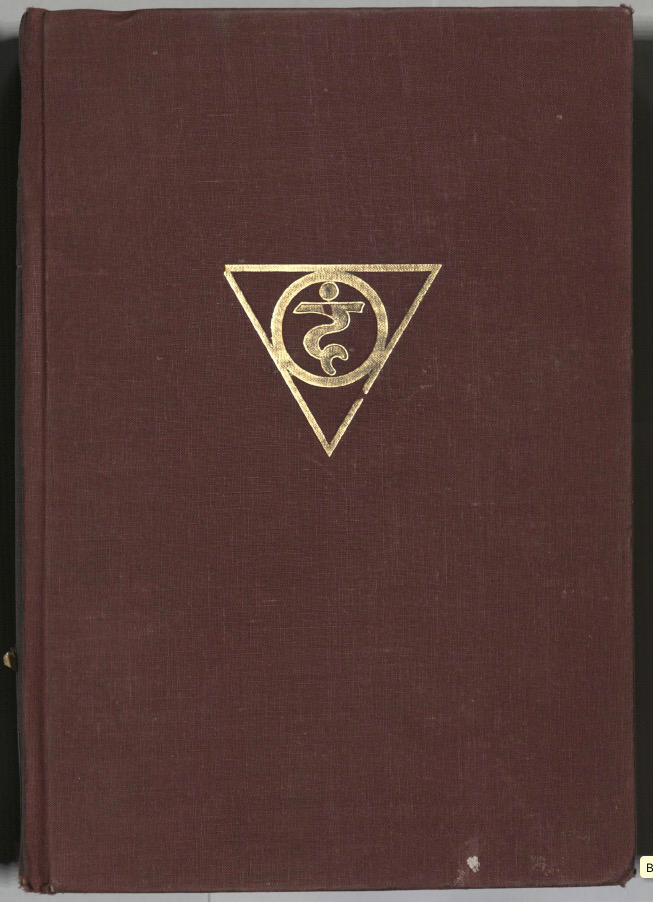
Cover dt. Erstausgabe 1950

- Erstausgabe: Autobiography of a Yogi. The Philosophical Library, New York 1946.
- Deutsche Erstausgabe: Autobiographie eines Yogi. Otto Wilhelm Barth Verlag, München-Planegg 1950, OCLC 73610729.
- Aktuell: Autobiographie eines Yogi. Nachdruck der Erstausgabe. Self-Realization Fellowship, Los Angeles 2007, ISBN 978-0-87612-087-3.
- Hörbuch: Autobiographie eines Yogi. 18 CDs. Gelesen von Robert Atzorn. Self-Realization Fellowship, Los Angeles 2011, ISBN 978-0-87612-570-0.